# Deadgirl
Deadgirl é um filme de terror e comédia, produzido nos Estados Unidos em 2008, dirigido por Marcel Sarmiento e Gadi Harel.

## Recepção da crítica
No site agregador de críticas Rotten Tomatoes, 37% das 19 resenhas dos críticos são positivas, com uma classificação média de 4,7/10.